# Torenia dinklagei
Torenia dinklagei är en tvåhjärtbladig växtart som beskrevs av Adolf Engler. Torenia dinklagei ingår i släktet Torenia och familjen Linderniaceae. Inga underarter finns listade i Catalogue of Life.